# Shelfordia kuchingensis
Shelfordia kuchingensis är en stekelart som först beskrevs av Cameron 1903.  Shelfordia kuchingensis ingår i släktet Shelfordia och familjen bracksteklar. Inga underarter finns listade i Catalogue of Life.